# Laszkár
Laszkár (szlovákul Laskár) község Szlovákiában, a Zsolnai kerületben, a Turócszentmártoni járásban. Bálintfalva (szlovákul Valentová) tartozik hozzá.

## Fekvése
Turócszentmártontól 17 km-re délre fekszik.

## Története
A települést azon a birtokon alapították, melyet 1255-ben egy Latibor nevű nemes szerzett és 1280-ban fia, Jakab volt a birtokosa. 1277-ben „Lazkouch” alakban említik először. 1356-ban „Ewzpatak”, 1487-től „Lazkar” alakban említik. 1487-ben Blatnica várának uradalmához tartozott. 1557-ben 19 adózója volt. A 18. században a Révay család birtoka. 1715-ben 10 ház állt a faluban. 1785-ben 17 házában 130 lakos élt.
A 18. század végén Vályi András így ír róla: „LASZKÁR. Tót falu Túrócz Várm. földes Ura Révai Uraság, lakosai evangelikusok, fekszik Kis Szoczóczhoz nem meszsze, és annak filiája, földgye termékeny, réttye jó, piatzozása Mosóczon, fája mind a’ két féle van a’ Blatniczai erdőkben.”
1828-ban 21 háza és 146 lakosa volt, akik főként mezőgazdasággal foglalkoztak.
Fényes Elek 1851-ben kiadott geográfiai szótárában így ír a faluról: „Laszkár, tót falu Thurócz vmegyében, a Thurócz vize mellett: 20 kath., 126 evang. lak., s igen jó határral. F. u. b. Révay fam. Ut. posta Zsámbokrét 2 1/2 óra.”
A trianoni diktátumig Turóc vármegye Turócszentmártoni járásához tartozott.

### Bálintfalva
A 18. század végén Vályi András így ír róla: „BÁLNITFALVA. Valentova. Tót falu Turotz Vármegyében, földes Urai Semsey, és más Uraságok, lakosai katolikusok, fekszik Kis Szoczócznak szomszédságában, mellynek filiája, Znió Várallyától fél mértföldnyire. Hajdan 1283. esztendő körűl Murány földének neveztetett, akkori Gróf Murányi birtokosának nevéröl. Határbéli földgye termékeny, és könnyen miveltetik, piatzozása szomszédságban Mosótzon, réttye, legelője elég, de mivel erdeje nintsen, második Osztálybéli.”
Fényes Elek 1851-ben kiadott geográfiai szótárában így ír a faluról: „Bálintfalva, (Valentova), tót f. Thurócz vgyében,, a Thurócz vize mellett, 59 kath., 58 evang. lak. Földje meglehetős, rétje, legelője igen jó. F. u. többen. Ut. p. Thurócz-Zsámbokrét.”

## Népessége
| Év:            | 1994. | 2004.    | 2014.    | 2024.  |
| -------------- | ----- | -------- | -------- | ------ |
| Emberek száma: | 90    | 104      | 125      | 133    |
| Eltérés:       |       | +15,55 % | +20,19 % | +6,4 % |

| Év:            | 2023. | 2024.   |
| -------------- | ----- | ------- |
| Emberek száma: | 131   | 133     |
| Eltérés:       |       | +1,52 % |

1910-ben 117, túlnyomórészt szlovák anyanyelvű lakosa volt.
2001-ben 94 szlovák lakosa volt.
2011-ben 107-en lakták, ebből 97 szlovák volt.

## Nevezetességei
- Késő reneszánsz várkastélya a 17. században épült.
- Szent Ferenc tiszteletére szentelt római katolikus temploma.

## Külső hivatkozások
- Községinfó
- Laszkár Szlovákia térképén
- E-obce.sk Archiválva 2010. január 17-i dátummal a Wayback Machine-ben